# Carl von Linde
Carl Paul Gottfried von Linde (Berndorf, 11 luglio 1842 – Monaco di Baviera, 16 novembre 1934) è stato un ingegnere tedesco.
Carl Paul Gottfried Linde, dal 1897 Ritter von Linde (Cavaliere von Linde), fu ingegnere, inventore, fondatore della Linde AG. Inventò lo scambiatore di calore, il frigorifero e soprattutto eseguì fondamentali ricerche sulle bassissime temperature, che permisero di ottenere la liquefazione dell'aria e la separazione industriale dell'azoto, dell'ossigeno e dai gas nobili (processo Linde).

## Biografia
Linde fu il terzo di nove figli di un evangelico-luterano della canonica di Berndorf. Suo padre reggeva la canonica di St. Mang e successivamente la famiglia si trasferì presso la canonica di Kempten (Allgäu). Carl maturò il desiderio di studiare ingegneria quando visitò la Kemptener Aktienbaumwollspinnerei. Dopo aver conseguitò la maturità al ginnasio della città (oggi Carl-von-Linde-Gymnasium), Carl Linde nel 1861 studiò presso il Politecnico di Zurigo, dove Rudolf Clausius, Gustav Zeuner e Franz Reuleaux furono suoi docenti. Nel 1864 finì gli studi senza diploma, dopo essere stato espulso a seguito di una protesta studentesca. Reuleaux mediò per un posto presso la Baumwollfabrik di Kottern, sobborgo di Kempten, nello stesso anno. Poco tempo dopo decise di spostarsi a Monaco di Baviera, lavorando presso l'ufficio tecnico della Locomotivfabriken Krauß & Comp. di Georg Krauss.
Nel 1866 sposò Helene Grimm: in 53 anni di matrimonio misero al mondo sei figli. Nel 1868 trovò impiego presso la Polytechnischen Schule München, l'attuale Università tecnica di Monaco, dove più tardi a 26 anni divenne professore associato. Nel 1872 divenne professore ordinario di costruzioni di macchine. Al politecnico istituì il primo laboratorio di macchine della Germania, dove tra gli altri lavorò Rudolf Diesel.
Nel 1871 pubblicò un saggio sulla macchina frigorifera. Diversi fabbricanti di bevande furono interessati, e presto Linde fornì le sue nuove macchine. Linde fondò la moderna tecnica del freddo. Nel 1871 concepì la macchina frigorifera Methyläther (ad etere metilico), costruita presso la Maschinenfabrik Augsburg (oggi MAN SE). La seconda generazione di frigoriferi nel 1876 impiegava ammoniaca.
Un processo che impiegava la cristallizzazione della paraffina nel 1873 fu utilizzato per le macchine frigorifere dei birrifici nel processo della fermentazione a temperatura costante.
Distillerie in tutta Europa si interessarono alla nuova tecnica del freddo, per primo nel 1877 Dreher a Trieste, Mainzer Aktien-Bierbrauerei, Spaten a Monaco, Heineken nei Paesi Bassi, Carlsberg in Danimarca.
Il 21 giugno 1879, assieme a due distillerie e altri tre soci, fondò la Gesellschaft für Lindes Eismaschinen AG, oggi  Linde AG). Il capitale dell'azienda erano i brevetti. In poco tempo l'azienda divenne prima in Europa nella tecnica del freddo, anche favorita dall'inverno mite del 1883/1884. Con la scarsità di Natureis precedentemente ordinato dalle distillerie, si fece sentire la necessità di macchine frigorifere che vennero prontamente consegnate dalla Linde.
Produttori di freddo per cibi e diversi produttori di ghiaccio fecero crescere la Linde. La tecnologia fu richiesta anche per creare piste di ghiaccio, nei caseifici, per i produttori di cloro e cloruro di sodio. Il marchio si sviluppò; nel 1890 Linde lasciò il consiglio di amministrazione. Dal 1892 al 1910 vi rientrò.
Con le scoperte di James Prescott Joule, Sir William Thomson (Lord Kelvin of Largs) e lo sviluppo della tecnica scambio in controcorrente, Linde nel 1895 riuscì a creare il Processo Linde. Riuscì a raggiungere temperature prossime allo zero assoluto e con la distillazione frazionata scompose l'aria. Nel 1901 creò un impianto per produrre ossigeno e dal 1903, azoto.
A sud di Monaco, a Höllriegelskreuth, è presente un impianto di produzione Linde dal 1903, ancora oggi facente parte della Linde AG.
Linde fu socio di società scientifiche e tecniche, come la Physikalisch-Technischen Reichsanstalt e la Bayerische Akademie der Wissenschaften e presidente della Deutschen Kältevereins (DKV). Nel 1903 fu tra i fondatori del Deutsches Museum. Fu insignito da Luitpold di Baviera nel 1897 con l'Ordine al merito della corona bavarese, sulla base dello Ordenstatuten della nobiltà tedesca. Linde vinse nel 1916 la prima edizione del Werner-von-Siemens-Ring.
Dal 1910 Linde lasciò la direzione dell'azienda ai figli Friedrich e Richard. La crisi del 1929 segnò duramente la Linde AG; l'azienda tornò agli utili prima della morte di Linde, avvenuta nel 1934 all'età di 92 anni. Carl von Linde fu sepolto al Waldfriedhofs in München nella tomba Nr. 139-W-9b.

## Processo Linde

Processamento dell'aria

Il processo Linde fu inventato da Carl von Linde come metodo per la separazione dell'aria nei suoi componenti.

## Curiosità
Il generatore impiegato da Linde per liquefare l'aria (1895) fu realizzato negli stabilimenti del Silurificio Whitehead di Fiume.

## Scritti
- Aus meinem Leben und von meiner Arbeit. Oldenbourg Verlag, München 1979, ISBN 3-486-23411-0.

## Filmografia
- Der Eiskönig Carl von Linde, documentario di 45 min